# Mouloudia d'Oujda
El Mouloudia Club de Oujda (en árabe: مولودية وجدة‎), más conocido como MC Oujda, es un club de fútbol profesional de la ciudad de Oujda en Marruecos, fue fundado el 16 de marzo de 1946 y actualmente disputa la Botola (GNF 1) la máxima categoría del fútbol en Marruecos.

## Historia
El club fundado el 16 de marzo de 1946 debutó en el estreno del campeonato de Marruecos en 1956-57, Ese mismo año el equipo ganó la primera de sus cuatro Copa del Trono logró que repitió la temporada siguiente y los años 1960 y 1962. En la temporada 1974/75 el club alcanzó su mayor éxito al conquistar el campeonato de Marruecos. En la temporada 2009 el club descendió de la máxima categoría, que no ha vuelto a alcanzar hasta el día de hoy.

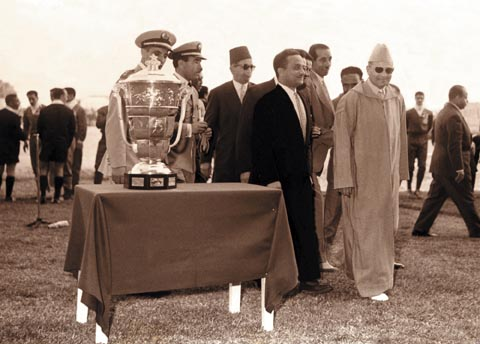
El rey Mohammed V de Marruecos en la final de la primera edición de la Copa del Trono que ganó el club en la temporada 1956-57.

## Palmarés
- Primera División: 1

1975
- Segunda División: 1

2003
- Copa de Marruecos: 4

1957, 1958, 1960, 1962